# Сяо У-ді (Північна Вей)
Сяо У-ді (кит. трад.: 魏孝武帝; піньїнь: Xiaowudi; 510  — 3 лютого 535) — останній імператор Північної Вей у 532—535 роках. Відомий також як імператор Чу.

## Життєпис

### Молоді роки
Походив з роду Юань (Тоба). Третій син Юань Хуая, вана Гуанпіна, та онук імператора Сяо Вень-ді. Народився у 510 році, отримавши ім'я Сю. У 517 році втратив батька.
Здобув гарну освіту, проте не брав участі у палацових інтригах. У 527 році імператор Сяо-мін-ді надав йому титул гуна (герцога) Жуяна. У 530 році стає ваном (князем) Піняном.
Під час війни за владу між кланом Ерчжу та Гао Хуанєм Юань Сю залишив столицю Лоян та ховався у сільській місцині. Зрештою військовик Гао Хуань, що переміг у боротьбі за владу, домовився з Юань Сю, поваливши імператора Ань Дін-вана. Став новим імператором під ім'ям Сяо У-ді.

### Правління
Задля зміцнення свого становища новий імператор наказав вбити або стратити колишніх правителів — Цзе Мінь-ді, Ань Дін-вана, а також страчено стрийка та впливового сановника Юань Юе.
Водночас поступово став проводити політику щодо позбавлення влади Гао Хуань. У 533 році одружився з донькою останнього. Разом з тим перетягнув на свій бік військовиків Хусі Чуня та Ван Шичженя. Поступово конфлікт між імператором та Гао посилювався через бажання останнього контролювати більше влади. Разом з цим різко посилився рід Юйвень, що підняв повстання у 534 році на користь імператора. Але Гао Хуань рушив на столицю й через місяць захопив Лоян. Сяо У-ді втік до Чан'аня.
Спроба Гао порозумітися з імператором виявилася невдалою, тоді було оголошено імператором Юань Шаньцзяна, чим покладено основу утворення Східної Вей. Водночас погіршилися стосунки з Юйвень Таєм, що набув значної ваги. Зрештою останній у 535 році наказав отруїти Сяо У-ді. Цим покладено край існуваню Північної Вей — виникла держава Західна Вей.